# Odinite
La odinite è un minerale.